# 锦绣街道 (图木舒克市)
锦绣街道，是中华人民共和国新疆维吾尔自治区图木舒克市下辖的一个乡镇级行政单位，也是图木舒克市人民政府驻地。
根据中华人民共和国国家统计局数据显示，2019年，齐干却勒街道更名为锦绣街道。

## 行政区划
锦绣街道下辖以下地区：
锦绣社区、如意社区、吉祥社区、和谐社区、团结社区、朝阳社区、光明社区、宏福社区、天福社区、幸福社区、东城社区、安康社区、玫瑰园社区。